# Grenze zwischen Kroatien und Montenegro

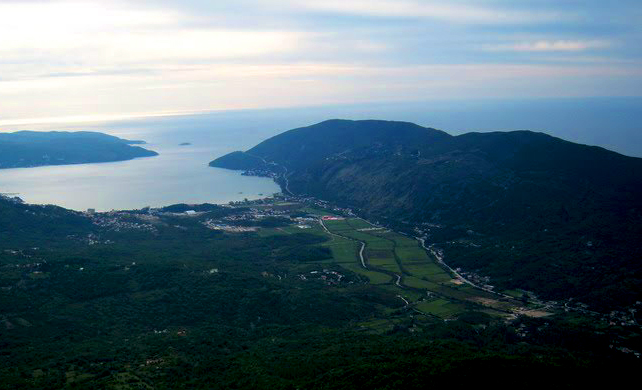
Igalo und Sutorina in Montenegro, Kap Kobila – rechts am Riedel die Grenze

Die Grenze zwischen Kroatien und Montenegro hat eine Länge von nur rund 25 Kilometern. Sie trennt das Staatsgebiet der Republik Kroatien und von Montenegro und ist Außengrenze der Europäischen Union.

## Grenzverlauf
Die gemeinsame Staatsgrenze verläuft von der Bucht von Kotor grob nordöstlich in die ersten Berge der Dinariden. Sie entspricht der Gemeindegrenze des kroatischen Konavle (und damit der Gespanschaft Dubrovnik-Neretva) und des montenegrinischen Herceg Novi.
Die Grenze beginnt an der westlichen Landspitze der äußeren Kotor-Bucht, unweit des Kap Kobila. Sie zieht sich dann nordostwärts den Rücken der Mandelovina (um 450 m. i. J.) entlang, der diese Halbinsel bildet. Am Pass Debeli brijeg wendet sie sich nordwärts und verläuft über den Bergstock der Bjelotina, höchster Grenzgipfel ist hier die Kita (1089 m. i. J.). Bei Sitnica in der Hochfläche Vrbanje auf um die 950 m. i. J. liegt das Dreiländereck zu Bosnien und Herzegowina.

## Gemeinden an der Staatsgrenze (von Nord nach Süd)

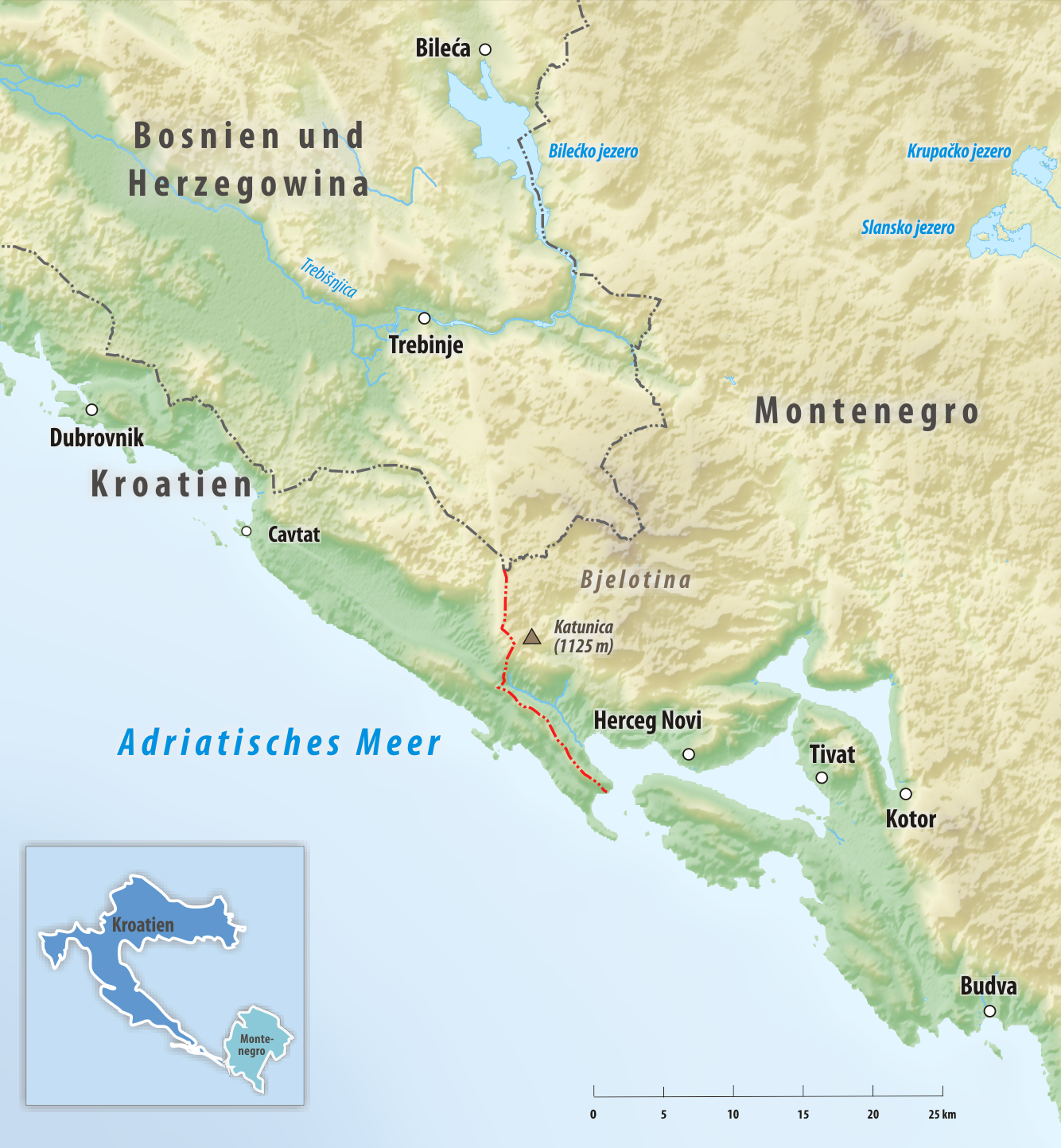
Grenzverlauf zwischen Kroatien und Montenegro

| KROATIEN                | KROATIEN | KROATIEN         |                   | MONTENEGRO | MONTENEGRO  |
| Gespanschaft            | Gemeinde | Grenz- übertritt | Grenz- übertritt  | Gemeinde   |             |
| ----------------------- | -------- | ---------------- | ----------------- | ---------- | ----------- |
| Bosnien und Herzegowina |          |                  |                   |            |             |
| Dubrovnik-Neretva       | Konavle  |                  | B j e l o t i n a |            | Herceg Novi |
| Adriatisches Meer       |          |                  |                   |            |             |

## Geschichte

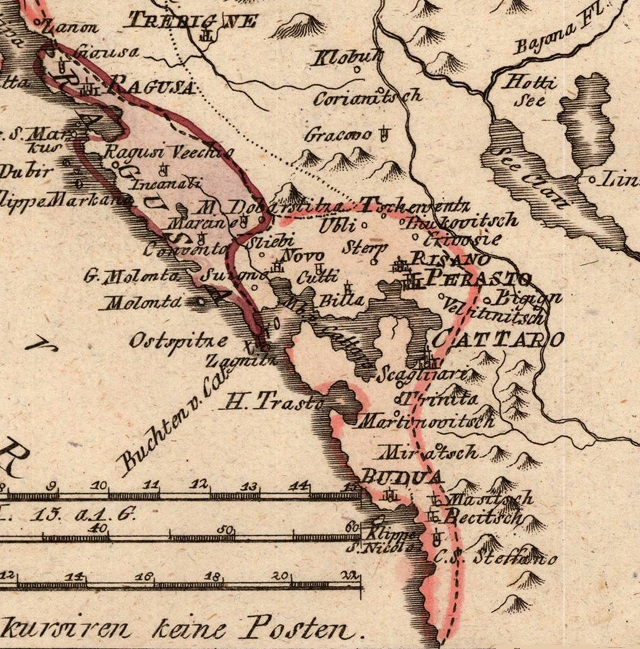
Karte von Ragusa und Cattaro zur Venetianerzeit (Reilly, 1789) – hier Korridor nicht verzeichnet; Suigno: Sutorina

Die Grenze folgt im Küstengebiet und im Landesinneren des Balkans orographischen Höhenzügen, dazwischen orientiert sie sich an Flussläufen.
Mit dem Zerfall des Byzantinischen Reiches bildeten die Region Konavle und der Berg Bjelotina das Grenzgebiet zwischen der freien Republik Ragusa um das heutige Dubrovnik, die sich 1205 (endgültig 1232) der Republik Venedig unterstellte, und der Stadt Cattaro (Kotor), die ab dem 12. Jahrhundert zur Region Zeta im Serbischen Reich gehörte. Ab 1358 stand Ragusa dann unter Hoheit des Königreichs Ungarn im autonomen Land Kroatien. 1373 setzte sich im Gebiet zwischen den beiden Städten das Königreich Bosnien fest, das in Folge der Schlacht auf dem Amselfeld (1389) ebenfalls Ungarn angeschlossen wurde und zur Herzegowina gehörte. 1391 wurde Kotor ein unabhängiger Stadtstaat, der sich aber schon 1420 ebenfalls Venedig anschloss. Zwischen 1419 und 1426 dehnte sich der Stadtstaat Ragusa auch weiter südwärts auf die Stadt Cavtat und die Region Konavle aus. 1421 zerfiel das serbische Reich, Zeta wurde Lokalfürstentum. 1482 unterwarf das Osmanische Reich die Herzegowina und besetzte auch Herceg Novi. Ab dem 15. Jahrhundert kamen beide venezianischen Städte unter osmanischen Einfluss (Ragusa 1558 tributpflichtig). Ragusa wurde dabei ein politischer Konkurrent Venedigs. 1687 eroberte der in Kotor ansässige venezianische Generalgouverneur für Dalmatien auch Herceg Novi. Als nach dem Frieden von Karlowitz (1699) die Osmanen am Zentralbalkan zurückgedrängt wurden, versuchte Venedig Ragusa weiter von seinem Hinterland abzuschneiden, und dieses übertrug zum Schutz mit einem Abkommen vom 26. Januar 1699 – neben der Küstenstadt Neum – auch das östlich der Bjelotina gelegene Tal Sutorina an das Osmanische Reich. Es blieb damit ein (bosnisch-)herzegowinischer Korridor zur Kotor-Bucht bei Igalo.
Mit dem Zerfall der Republik Venedig wurden Ragusa und Cattaro als Herrschaften im Frieden von Campo Formio 1797 Österreich zugesprochen und kamen zum Königreich Dalmatien (1767–1777 Königreich Illyrien). Nach dem Frieden von Pressburg 1806, der Niederlage im 2. Napoleonischen Krieg, kam das Gebiet an das Kaiserreich Frankreich, das an der Adriaküste die Illyrischen Provinzen installierte. Österreich übergab aber entgegen dem Vertrag Cattaro an das Fürstentum Montenegro. Die Übernahme wurde erst ab Ende des 3. Napoleonischen Kriegs 1809 umgesetzt, Cattaro blieb aber montenegrinisch. Schon 1813 (4. Napoleonischer Krieg) rückten wieder österreichische Truppen ein, und mit dem Wiener Kongress 1815 wurde das Königreich Illyrien wiederhergestellt. 1849 wurde das Kronland Dalmatien wieder installiert. Mit der Besetzung Bosniens 1878 (Annexion 1908) wurde die Grenze gänzlich innerösterreichisch, zwischen dem österreichischen Reichsteil (Cisleithanien) und dem österreichisch-ungarischen Kondominium Bosnien.

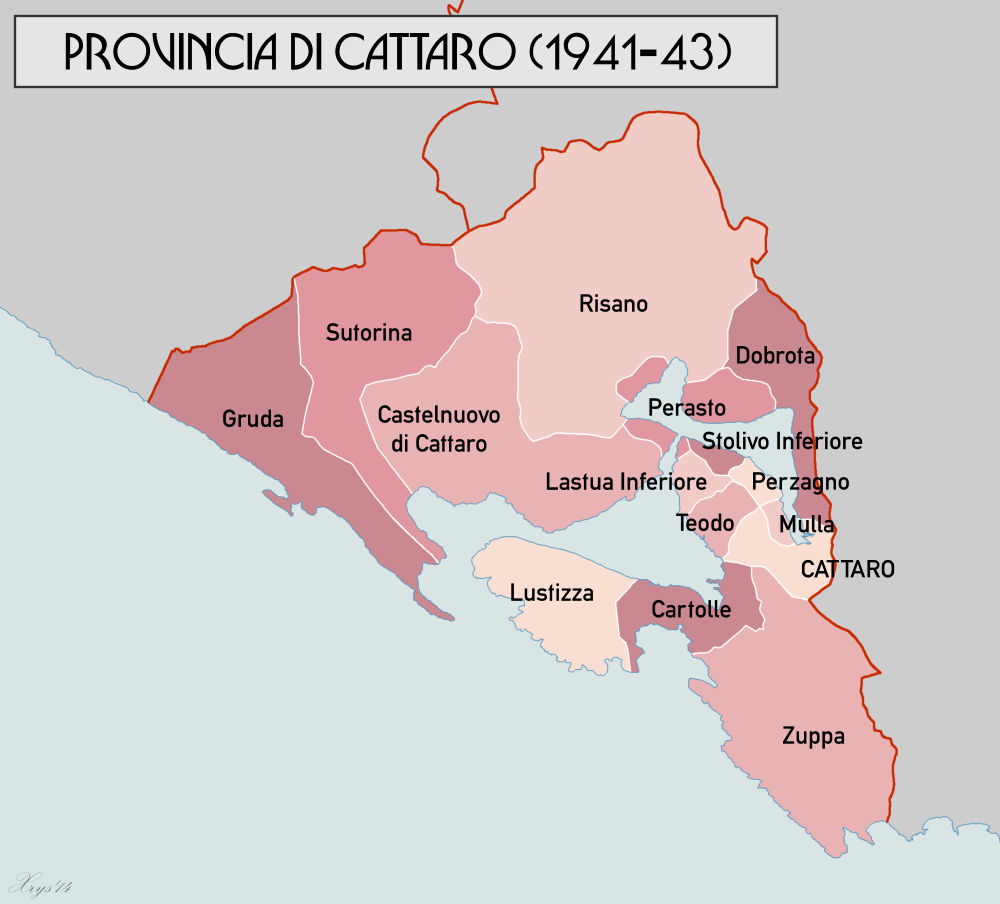
Gemeinden der italienischen Provincia di Cattaro 1941–1943, mit dem heute kroatischen Gruda

Mit dem Zerfall der Habsburgermonarchie 1918 entstand das Königreich Jugoslawien, es wurde 1929 die Banschaft Zeta (Zetska banovina) eingerichtet, deren Grenze zur Banschaft Küste sich aber viel weiter nördlich befand, sie umfasste auch den Bezirk Dubrovnik. Das wurde 1939 mit dem serbisch-kroatischen Ausgleich revidiert, und die Banschaft Kroatien (Banovina Hrvatska) wieder im alten Umfang hergestellt. Im Balkanfeldzug des Zweiten Weltkrieges besetzen 1941 deutsch-italienische Truppen das Gebiet, der Staat wurde in Einzelrepubliken aufgespalten, hier ein Unabhängiger Staat Kroatien, der auch Bosnien-Herzegowina umfasste. Doch trat das Dritte Reich die Kotor-Bucht einschließlich Teilen heutigen kroatischen Grenzgebiets in der Konavle bis zum Dorf Gruda an Italien ab (Provinz Cattaro, verwaltungstechnisch Teil des Gouvernements Dalmatien), die aber schon 1943 beim Zusammenbruch Mussolini-Italiens unter deutsche Militärverwaltung kamen. Im Jahr darauf eroberten Titos Truppen das Gebiet. Nun wurden die Föderative Volksrepublik Jugoslawien (ab 1963 Sozialistische Föderative Republik Jugoslawien) sowie ihre Teilrepubliken geschaffen, hier die Sozialistische Republik Kroatien, Sozialistische Republik Bosnien und Herzegowina und die Sozialistische Republik Montenegro. Der Bosnier Djuradj Pucar und der Montenegriner Blažo Janković handelten 1947 die orographischen Bergzüge als Grenze Montenegros zu Bosnien-Herzegowina aus, dabei kam Sutorina an Montenegro und im Gegenzug Gebiete östlich des Flusses Sutjeska an Bosnien-Herzegowina. Dieser Tausch wurde erst mit einem Vertrag in Wien am 24. August 2015 endgültig fixiert.
Beim Zerfall Jugoslawiens 1991 entstanden die Republik Kroatien und die Bundesrepublik Jugoslawien (ab 2003 Serbien und Montenegro, umgangssprachlich „Restjugoslawien“). Die vorherige Teilrepubliksgrenze wurde laut Befund der auf Vorschlag der damaligen Europäischen Gemeinschaft eingerichteten Badinter-Kommission unter dem Vorsitz des französischen Verfassungsrichters Robert Badinter zur Staatsgrenze erklärt.
Im Bosnienkrieg 1992–1995 war die Grenze aber umkämpft, auf der Bjelotina befinden sich bis heute Stellungen und Kriegsrelikte. 1996 entstand dann die Republik Montenegro. Die beiden neuen Staaten legten die Grenzstreitigkeiten bei. Die Halbinsel Prevlaka mit ihrer strategischen Lage von Kap Oštra für die Kotor-Bucht war ein Militärstützpunkt der Jugoslawischen Volksarmee, deren Entmilitarisierung noch von 1996 bis 2002 von der United Nations Mission of Observers in Prevlaka (UNMOP) überwacht wurde. Die von Kap Oštra bestimmte Seegebietsgrenze wird jüngst wieder diskutiert, weil man hier Erdöl- und Erdgasvorkommen vermutet.
2003 begann Kroatien Beitrittsverhandlungen zur Europäischen Union. Montenegro ist seit 2012 offizieller EU-Beitrittskandidat. Am 1. Juli 2013 trat Kroatien der Europäischen Union bei, seither ist hier eine EU-Außengrenze, und seit dem 1. Januar 2023 ist Kroatien auch Teil des Schengen-Raums.
Chronologie(für die Neuzeit, Kriegszeiten und Teilgebiete eingerückt; in Klammern: Teilgebiete)
1482–1797: Grenze Ungarn (lehensrechtlich) bzw. Venedig (politisch; Ragusa) – Osmanisches Reich (Bosnien)
1687–1699: Grenze Ragusa – Cattaro; 1699: Verschiebung um Sutorina auf den heutigen Verlauf
1797–1878: Grenze Österreich (Dalmatien, 1815–1849 Illyrien) – Osmanisches Reich (Bosnien)
1806 (de jure, 1809 de facto)–1813 (de facto, 1815 de jure): Grenze Frankreich (Illyrische Provinzen) – Osmanisches Reich (Bosnien)
1878 (de facto, 1908 de jure)–1918 (de jure): innerösterreichische Grenze: Österreich/Cisleithanien (Dalmatien) – Bosnien-Herzegowina
1918–1991: innerjugoslawische Grenze:
1918–1922: Dalmatien – Bosnien und Herzegowina
1922–1929: Dubrovnik – Mostar
1929–1939: keine Grenze (Zeta; Grenze bei Dubrovnik)
1939–1941: Kroatien – Zeta
1941–1945: keine Grenze (Italien, Dalmatien, Cattaro; Grenze bei Gruda)
1945–1947: Kroatien – Bosnien und Herzegowina
1945–1991: Kroatien – Montenegro
1991–1996: Kroatien – Jugoslawien/Serbien-Montenegro
1996–heute: Grenze Kroatien – Montenegro

## Grenzübertritt und Grenzverkehr
Die Grenze ist eine EU-Außengrenze und seit dem Beitritt Kroatiens zum Schengen-Raum 2023 auch eine Schengen-Außengrenze (Raum des freien Grenzverkehrs).
Grenzübergänge zwischen den beiden Staaten sind (die kroatische Seite zuerst genannt):
- Debeli brijeg auf der Route (Dubrovnik –) Cavtat  – Herceg Novi
- Kobila auf der Route Karasovići  – Igalo (Küstenstraße um die Halbinsel)